# Пчёлка Майя (песня)
«Пчёлка Майя» (нем. Die Biene Maja) — заглавная песня одноимённого японского мультсериала. Песня была написана чешским композитором Карелом Свободой на стихи Флориана Кузано. Исполнителем является чешский певец Карел Готт.
Позже Готт записал песню на чешском языке для чешского дубляжа сериала.
Во втором сезоне немецкоязычной версии запись Готта была использована только в первых нескольких эпизодах, а затем заменена на исполнение James Last Orchestra с женским хоровым вокалом.

## Происхождение песни
Японский мультсериал «Пчёлка Майя» был снят в 1975 году. В оригинальной японской версии композитором являлся Такаси Огаки. Вступительная и финальная песни сериала были написаны Сёо Исэ. Тем не менее, немецкая производственная команда сериала создала свою собственную модифицированную версию сериала, которая отличалась количеством эпизодов, расположением сцен, а также команда намеревалась изменить музыку в сериале. Поэтому звукозаписывающая компания Polydor обратилась к Карелу Свободе с просьбой сочинить собственную музыку для немецкой версии сериала, включив в неё новую вступительную песню.
Карел Свобода попросил своего тёзку Готта спеть его новую вступительную песню, с которой он ранее добился ряда успехов в немецкоязычных чартах. Карел Готт сначала хотел отказаться от исполнения песни из детского сериала, но потом передумал и спел немецкоязычную версию песни в гамбургской студии своего тёзки Свободы. После премьеры сериала и песни Свобода и Готт добились огромной славы у зрителей в немецкоязычных странах, а песня «Пчёлка Майя» сразу же стала легендарной.
Позже успех, зафиксированный на чехословацком телевидении, сериал «Пчёлка Майя» пожинал не только в Западной Германии и Австрии, но и в Восточной Германии. На основе немецкой версии сериала была создана версия на чешском языке, для чего Карела Готта снова попросили спеть песню на чешском языке. Даже в Чехословакии сериал и песня стали легендарными, а как в Германии, так и в Чехии самой известной песней Карела Готта и Карела Свободы считается песня «Пчёлка Майя».

## Другие версии
Песня «Пчёлка Майя» известна в большей части мира, потому что она была спета на языках всех стран, в которых местный дубляж сериала транслировался на немецкой версии, так что это относится к большей части Европы и некоторым другим странам. Существуют десятки различных языковых версий песни, которые были спеты различными певцами мира.
Карел Готт спел немецкую, чешскую и словацкую версии песни:
- Немецкая версия: Die Biene Maia (1976, стихи Флориана Кузано))[5]
- Словацкая версия: Včielka Mája (1986)[6][7][8]

Культурным откликом стали различные кавер-версии песни, которые были созданы либо как дань уважения, либо как пародия. Некоторые из них:
- Карел Готт и Норберт Дикель: Schwarzgelb — Wie Biene Maja (1996)[9]
- Heavy Pokondr: Božský Kája (2001)[10]
- Максим Турбуленц: Včelka Mája (2004)[11]
- Nightwork: Maja (2006)[12]
- Карел Готт: Včelka Mája a Božský Kája (2009)[13]

Особой категорией является немецкая версия песни в исполнении немецкой певицы Хелены Фишер, которая используется в качестве вступительной песни сериала «Новые приключения пчёлки Майи». Создание вызывает споры среди публики, потому что ожидалось, что новую запись песни споёт Карел Готт, с которым песня и связана.